# Toshikazu Soya
Toshikazu Soya (征矢 智和 Soya Toshikazu?, nacido el 21 de octubre de 1989 en Tokio) es un exfutbolista japonés. Jugaba de delantero y su último club fue el MIO Biwako Shiga de Japón.

## Trayectoria

### Clubes
| Club                     | País     | Año         |
| ------------------------ | -------- | ----------- |
| Albirex Niigata Singapur | Singapur | 2012        |
| Grulla Morioka           | Japón    | 2012 - 2015 |
| Saurcos Fukui            | Japón    | 2016        |
| MIO Biwako Shiga         | Japón    | 2017        |

## Estadística de carrera

### J. League
| Club           | Año   | J. League | J. League | Copa J. League | Copa J. League | Total | Total |
| Club           | Año   | Part.     | Goles     | Part.          | Goles          | Part. | Goles |
| -------------- | ----- | --------- | --------- | -------------- | -------------- | ----- | ----- |
| Grulla Morioka | 2014  | 24        | 3         | -              | -              | 24    | 3     |
| Grulla Morioka | 2015  | 9         | 1         | -              | -              | 9     | 1     |
| Total          | Total | 33        | 4         | 0              | 0              | 33    | 4     |